# Diecezja Bongaigaon
Diecezja Bongaigaon (łac. Diœcesis Bongaigaonensis) – diecezja rzymskokatolicka w Indiach. Została utworzona 10 maja 2000 z terenu archidiecezji Guwahati.

## Główne świątynie
- Katedra: Katedra Światłości Świata w Bongaigaon

## Biskupi diecezjalni
- Thomas Pulloppillil (od 2000)